# Ален мак (компания)
Вижте пояснителната страница за други значения на Ален мак.
„Ален мак“ АД е най-старата козметична компания в България със седалище в Пловдив.

## История
През 1892 г. тридесетгодишният тогава Антон Папазов създава в Пловдив своята фабрика за парфюми и сапуни. Папазов е потомък на известния казанлъшки род Папазоглу, който още през 1820-те години е успял да превърне производството на розово масло в успешен бизнес. Имали са представителства в Париж, Цариград и Виена, а стоката им се е търгувала от Москва до Ню Йорк.
Още на Първото българско изложение в Пловдив Първа българска парфюмерийна фабрика „А. Папазов“ получава златен медал. Малко по-късно продуктите ѝ получават признание на световното изложение в Анверс в Белгия през 1894 г. и на следващите световни изложения в Париж през 1900 г., в Сейнт Луис, САЩ през 1904 г. и в Лондон през 1905 г. Асортиментът освен парфюми и тоалетни води включва също кремове, помади, прахове и пасти за зъби, бои за коса, лосиони, както и модерният по онова време фиксатор за мустаци.
През 1948 г. предприятието е национализирано и от 1948 до 1990 г. то е едно от малкото в Пловдив, което е на самоиздръжка. Профилактичната зъбна паста „Поморин“ е на пазара повече от 50 години. Крем „Ахромин“, е признат за изобретение с авторско свидетелство № 12944, патентован в Лондон под № 1224145 и в Швейцария под № 512821 през 1969 г. Базата за развитие и внедряване през 1983 г. прераства в Научен институт по парфюмерия, козметика и етерични масла.
В края на 1989 г. компанията има осигурен пазар, солидна материално-техническа база, подготвени кадри, финансова стабилност и перспективно бъдеще. Производството ѝ достигна 200 млн. лв. и произвежда над 350 асортимента с над 1300 работни места.

През 1995 г. предприятието е обявено за приватизация като са направени пет поредни опита за приватизация. От първоначално обявената цена 18 млн. долара се стига да 5 – 6 млн. долара при активи за 88, 244 млн. лв.
Продуктите на компанията са особено популярни на руския и украинския пазари и в останалите държави от ОНД. Това е и причината през 2004 г. част от производството на компанията, предназначено за тези пазари, да бъде изнесено в Киев, Украйна. Производството за българския пазар си остава в Пловдив.
Компанията изпада в несъстоятелност през 2011 година, поради невъзможност да обслужва облигационен заем.

## Настояще
През 2011 година „Ален Мак България“ ЕАД е определена в несъстоятелност, като през 2013 година „Рубелла Бюти“ АД, най-голямата козметична компания на българския пазар, закупува марките на „Ален Мак“ на стойност 1,050 млн. лева и правата да ги произвежда. Днес много от продуктите на бившия „Ален Мак“ се продават под марката на компанията, като производител и собственик на марките е „Рубелла Бюти“ АД.